# US Open-mesterskabet i herredouble 2024
US Open-mesterskabet i herredouble 2024 var den 144. turnering om US Open-mesterskabet i herredouble. Turneringen var en del af US Open 2024 og blev spillet i USTA Billie Jean King National Tennis Center i New York City, USA i perioden 28. august - 7. september 2024.
Mesterskabet blev vundet af Max Purcell og Jordan Thompson, som i finalen besejrede Kevin Krawietz og Tim Pütz med 6-4, 7-6(4), og som dermed vandt deres fjerde turneringssejr i 2024. Det var de to australieres første grand slam-triumf som makkere efter at de tidligere på sæsonen havde tabt Wimbledon-finalen efter at have misbrugt tre matchbolde. Thompson vandt sin første grand slam-titel i karrieren, mens det var Purcells anden grand slam-titel, da han tidligere havde vundet Wimbledon-mesterskabet i 2022 med Matthew Ebden som makker. Max Purcell og Jordan Thompson blev det første rent australske vinderpar af US Open-mesterskabet i herredouble, siden Todd Woodbridge og Mark Woodforde sejrede to år i træk i 1995 og 1996.
Siden Ruslands invasion af Ukraine i begyndelsen af 2022 havde tennissportens styrende organer, WTA, ATP, ITF og de fire grand slam-turneringer, tilladt, at spillere fra Rusland og Hviderusland fortsat kunne deltage i grand slam-turneringer samt turneringer på ATP Tour og WTA Tour, men de kunne ikke stille op under landenes navne eller flag, og spillerne fra de to lande deltog derfor i turneringen under neutralt flag.

## Pengepræmier og ranglistepoint
Den samlede præmiesum til spillerne i herredouble androg $ 3.889.000 (ekskl. per diem), hvilket var en stigning på 9,0 % i forhold til året før.
| Resultat               | Pengepræmier | Pengepræmier | Ændring ift. 2023 | ATP-point |
| Resultat               | Pr. par      | Total        | Ændring ift. 2023 | ATP-point |
| ---------------------- | ------------ | ------------ | ----------------- | --------- |
| Vindere (1)            | $ 750.000    | $ 750.000    | +7,1 %            | 2.000     |
| Finalister (1)         | $ 375.000    | $ 375.000    | +7,1 %            | 1.200     |
| Semifinalister (2)     | $ 190.000    | $ 380.000    | +5,6 %            | 720       |
| Kvartfinalister (4)    | $ 110.000    | $ 440.000    | +10,0 %           | 360       |
| Tabere i 3. runde (8)  | $ 63.000     | $ 504.000    | +8,6 %            | 180       |
| Tabere i 2. runde (16) | $ 40.000     | $ 640.000    | +8,7 %            | 90        |
| Tabere i 1. runde (32) | $ 25.000     | $ 800.000    | +13,6 %           | 0         |
| Samlet præmiesum       | -            | $ 3.889.000  | +9,0 %            | -         |

## Turnering

### Deltagere
Hovedturneringen havde deltagelse af 64 par, der var fordelt på:
- 57 direkte kvalificerede par i form af deres ranglisteplacering.
- 7 par, der har modtaget et wildcard.

#### Seedede par
De 16 bedst placerede af parrene på ATP's verdensrangliste blev seedet:
| Seedning | Rangering | Rangering | Spillere                                 | Resultat             |
| Seedning | Sum       | Ind.      | Spillere                                 | Resultat             |
| -------- | --------- | --------- | ---------------------------------------- | -------------------- |
| 1        | 2         | 1         | Marcel Granollers Horacio Zeballos       | Kvartfinalister      |
| 2        | 7         | 4 3       | Rohan Bopanna Matthew Ebden              | Tabte i tredje runde |
| 3        | 11        | 5 6       | Rajeev Ram Joe Salisbury                 | Tabte i tredje runde |
| 4        | 15        | 8 7       | Marcelo Arévalo Mate Pavić               | Semifinalister       |
| 5        | 19        | 10 9      | Simone Bolelli Andrea Vavassori          | Tabte i tredje runde |
| 6        | 23        | 11 12     | Harri Heliövaara Henry Patten            | Tabte i tredje runde |
| 7        | 31        | 18 13     | Max Purcell Jordan Thompson              | Mestre               |
| 8        | 36        | 19 17     | Neal Skupski Michael Venus               | Kvartfinalister      |
| 9        | 38        | 23 15     | Santiago González Édouard Roger-Vasselin | Tabte i første runde |
| 10       | 40        | 20        | Kevin Krawietz Tim Pütz                  | Finalister           |
| 11       | 42        | 14 28     | Wesley Koolhof Nikola Mektić             | Kvartfinalister      |
| 12       | 49        | 24 25     | Hugo Nys Jan Zieliński                   | Tabte i anden runde  |
| 13       | 52        | 26        | Nathaniel Lammons Jackson Withrow        | Semifinalister       |
| 14       | 60        | 16 44     | Ivan Dodig Adam Pavlásek                 | Tabte i tredje runde |
| 15       | 61        | 22 39     | Austin Krajicek Jean-Julien Rojer        | Tabte i anden runde  |
| 16       | 62        | 32 30     | Máximo González Andrés Molteni           | Kvartfinalister      |

#### Wildcards
Syv par modtog et wildcard til hovedturneringen.
| Par                                   | Resultat             |
| ------------------------------------- | -------------------- |
| Tristan Boyer Emilio Nava             | Tabte i tredje runde |
| Robert Cash J.J. Tracy                | Tabte i anden runde  |
| Nikita Samuel Filin Alexander Razeghi | Tabte i første runde |
| Christian Harrison Vasil Kirkov       | Tabte i første runde |
| Mitchell Krueger Reese Stalder        | Tabte i første runde |
| Mackenzie McDonald Alex Michelsen     | Tabte i første runde |
| Ryan Seggerman Patrik Trhac           | Tabte i første runde |

### Resultater

#### Kvartfinaler, semifinaler og finale
| Marcel Granollers |
| Horacio Zeballos  |

| Max Purcell     |
| Jordan Thompson |

| Max Purcell     |
| Jordan Thompson |

| Nathaniel Lammons |
| Jackson Withrow   |

| Nathaniel Lammons |
| Jackson Withrow   |

| Wesley Koolhof |
| Nikola Mektić  |

| Max Purcell     |
| Jordan Thompson |

| Neal Skupski  |
| Michael Venus |

| Kevin Krawietz |
| Tim Pütz       |

| Marcelo Arévalo |
| Mate Pavić      |

| Marcelo Arévalo |
| Mate Pavić      |

| Kevin Krawietz |
| Tim Pütz       |

| Kevin Krawietz |
| Tim Pütz       |

| Máximo González |
| Andrés Molteni  |

#### Første, anden og tredje runde
| Marcel Granollers |
| Horacio Zeballos  |

| Francisco Cerúndolo  |
| Camilo Ugo Carabelli |

| Marcel Granollers |
| Horacio Zeballos  |

| Alexander Erler  |
| Matwé Middelkoop |

| Alexander Erler  |
| Matwé Middelkoop |

| Ariel Behar  |
| Luke Johnson |

| Marcel Granollers |
| Horacio Zeballos  |

| Ryan Seggerman |
| Patrik Trhac   |

| Yuki Bhambri    |
| Albano Olivetti |

| Yuki Bhambri    |
| Albano Olivetti |

| Yuki Bhambri    |
| Albano Olivetti |

| Constantin Frantzen |
| Hendrik Jebens      |

| Austin Krajicek   |
| Jean-Julien Rojer |

| Austin Krajicek   |
| Jean-Julien Rojer |

| Hugo Nys      |
| Jan Zieliński |

| Pedro Martínez |
| Jaume Munar    |

| Hugo Nys      |
| Jan Zieliński |

| Nuno Borges      |
| Francisco Cabral |

| Nuno Borges      |
| Francisco Cabral |

| Zizou Bergs     |
| Fábián Marozsán |

| Nuno Borges      |
| Francisco Cabral |

| Alexandre Müller |
| Sebastian Ofner  |

| Max Purcell     |
| Jordan Thompson |

| Andreas Mies       |
| John-Patrick Smith |

| Andreas Mies       |
| John-Patrick Smith |

| Marcos Giron            |
| Botic van de Zandschulp |

| Max Purcell     |
| Jordan Thompson |

| Max Purcell     |
| Jordan Thompson |

| Rajeev Ram    |
| Joe Salisbury |

| Luciano Darderi  |
| Fernando Romboli |

| Rajeev Ram    |
| Joe Salisbury |

| Diego Hidalgo    |
| Alejandro Tabilo |

| Lloyd Glasspool |
| Rinky Hijikata  |

| Lloyd Glasspool |
| Rinky Hijikata  |

| Rajeev Ram    |
| Joe Salisbury |

| Jonathan Eysseric |
| Fabrice Martin    |

| Nathaniel Lammons |
| Jackson Withrow   |

| Evan King         |
| Brandon Nakashima |

| Jonathan Eysseric |
| Fabrice Martin    |

| Mitchell Krueger |
| Reese Stalder    |

| Nathaniel Lammons |
| Jackson Withrow   |

| Nathaniel Lammons |
| Jackson Withrow   |

| Wesley Koolhof |
| Nikola Mektić  |

| Tallon Griekspoor  |
| Thanasi Kokkinakis |

| Wesley Koolhof |
| Nikola Mektić  |

| Pablo Carreño Busta  |
| Sergio Martos Gornés |

| Rafael Matos |
| Marcelo Melo |

| Rafael Matos |
| Marcelo Melo |

| Wesley Koolhof |
| Nikola Mektić  |

| Flavio Cobolli   |
| Dominic Stricker |

| Harri Heliövaara |
| Henry Patten     |

| Kwon Soon-Woo    |
| Denis Shapovalov |

| Flavio Cobolli   |
| Dominic Stricker |

| Sadio Doumbia  |
| Manuel Guinard |

| Harri Heliövaara |
| Henry Patten     |

| Harri Heliövaara |
| Henry Patten     |

| Neal Skupski  |
| Michael Venus |

| Hugo Gaston   |
| Grégoire Jacq |

| Neal Skupski  |
| Michael Venus |

| Guido Andreozzi |
| Sriram Balaji   |

| Guido Andreozzi |
| Sriram Balaji   |

| Marcus Daniell         |
| Miguel Á. Reyes-Varela |

| Neal Skupski  |
| Michael Venus |

| Mackenzie McDonald |
| Alex Michelsen     |

| Tristan Boyer |
| Emilio Nava   |

| Julian Cash     |
| Robert Galloway |

| Julian Cash     |
| Robert Galloway |

| Tristan Boyer |
| Emilio Nava   |

| Tristan Boyer |
| Emilio Nava   |

| Santiago González      |
| Édouard Roger-Vasselin |

| Ivan Dodig    |
| Adam Pavlásek |

| Christian Harrison |
| Vasil Kirkov       |

| Ivan Dodig    |
| Adam Pavlásek |

| Nicolás Barrientos |
| Skander Mansouri   |

| Nicolás Barrientos |
| Skander Mansouri   |

| Nikita Samuel Filin |
| Alexander Razeghi   |

| Ivan Dodig    |
| Adam Pavlásek |

| Sander Gillé  |
| Joran Vliegen |

| Marcelo Arévalo |
| Mate Pavić      |

| Miomir Kecmanović |
| Roman Safiullin   |

| Sander Gillé  |
| Joran Vliegen |

| Arthur Fils          |
| G. Mpetshi Perricard |

| Marcelo Arévalo |
| Mate Pavić      |

| Marcelo Arévalo |
| Mate Pavić      |

| Simone Bolelli   |
| Andrea Vavassori |

| William Blumberg |
| Casper Ruud      |

| Simone Bolelli   |
| Andrea Vavassori |

| Jamie Murray |
| John Peers   |

| André Göransson |
| Sem Verbeek     |

| André Göransson |
| Sem Verbeek     |

| Simone Bolelli   |
| Andrea Vavassori |

| Adrian Mannarino   |
| Arthur Rinderknech |

| Kevin Krawietz |
| Tim Pütz       |

| Thiago Monteiro |
| Mariano Navone  |

| Thiago Monteiro |
| Mariano Navone  |

| Gonzalo Escobar      |
| Aleksandr Nedovjesov |

| Kevin Krawietz |
| Tim Pütz       |

| Kevin Krawietz |
| Tim Pütz       |

| Máximo González |
| Andrés Molteni  |

| Nicolás Jarry      |
| Cristian Rodríguez |

| Máximo González |
| Andrés Molteni  |

| Robert Cash |
| J.J. Tracy  |

| Robert Cash |
| J.J. Tracy  |

| Aleksandr Sjevtjenko |
| Sam Weissborn        |

| Máximo González |
| Andrés Molteni  |

| Pavel Kotov         |
| Thiago Seyboth Wild |

| Rohan Bopanna |
| Matthew Ebden |

| R. Carballés Baena |
| Federico Coria     |

| R. Carballés Baena |
| Federico Coria     |

| Sander Arends |
| Robin Haase   |

| Rohan Bopanna |
| Matthew Ebden |

| Rohan Bopanna |
| Matthew Ebden |